# 21e étape du Tour d'Espagne 2007

La 21e étape du Tour d'Espagne 2007 eut lieu le 23 septembre. Le parcours de 100 kilomètres relie Rivas Vaciamadrid à Madrid.

## Récit
Ce 62e Tour d'Espagne se conclut pour la 38e fois par une arrivée à Madrid. Doté d'une confortable avance, le russe Denis Menchov est assuré de la victoire finale, et le profil de cette courte étape (104 km) est propice à une arrivée groupée des 145 coureurs rescapés de la Vuelta.
Les 70 premiers kilomètres sont parcourus à une faible vitesse. Le tempo s'accélère à l'entrée dans la banlieue de Madrid. Les rares attaques sont vite déjouées par les équipes Lampre-Fondital et Team Milram ; celles-ci emmènent le peloton jusqu'à la flamme rouge. Emmenés par leurs coéquipiers, Alessandro Petacchi et Daniele Bennati se disputent la victoire. C'est ce dernier qui l'emporte, pour la 3e fois sur cette Vuelta, et après avoir gagné la dernière étape du Tour de France. Le biélorusse Alexandre Usov complète le podium.

## Classement de l'étape
| \| 1. \| Daniele Bennati \| Italie \| en \| 2 h 37 min 27 s \| \| 2. \| Alessandro Petacchi \| Italie \| + \| m.t. \| \| 3. \| Alexandre Usov \| Biélorussie \| \| m.t. \| \| 4. \| Mark Renshaw \| Australie \| \| m.t. \| \| 5. \| Davide Viganò \| Italie \| \| m.t. \| \| 6. \| André Greipel \| Allemagne \| \| m.t. \| \| 7. \| Koldo Fernández \| Espagne \| \| m.t. \| \| 8. \| Erki Pütsep \| Estonie \| \| m.t. \| \| 9. \| Daniel Moreno \| Espagne \| \| m.t. \| \| 10. \| Leonardo Duque \| Colombie \| \| m.t. \| |                     |             |    |                 |
| 1. | Daniele Bennati     | Italie      | en | 2 h 37 min 27 s |
| 2. | Alessandro Petacchi | Italie      | +  | m.t.            |
| 3. | Alexandre Usov      | Biélorussie |    | m.t.            |
| 4. | Mark Renshaw        | Australie   |    | m.t.            |
| 5. | Davide Viganò       | Italie      |    | m.t.            |
| 6. | André Greipel       | Allemagne   |    | m.t.            |
| 7. | Koldo Fernández     | Espagne     |    | m.t.            |
| 8. | Erki Pütsep         | Estonie     |    | m.t.            |
| 9. | Daniel Moreno       | Espagne     |    | m.t.            |
| 10. | Leonardo Duque      | Colombie    |    | m.t.            |

## Classement général
| \| 1. \| Denis Menchov \| Russie \| en \| 78 h 21 min 40 s \| \| 2. \| Carlos Sastre \| Espagne \| + \| 3 min 31 s \| \| 3. \| Samuel Sánchez \| Espagne \| \| 3 min 46 s \| \| 4. \| Cadel Evans \| Australie \| \| 3 min 56 s \| \| 5. \| Ezequiel Mosquera \| Espagne \| \| 6 min 34 s \| \| 6. \| Vladimir Efimkin \| Russie \| \| 7 min 07 s \| \| 7. \| Vladimir Karpets \| Russie \| \| 8 min 09 s \| \| 8. \| Igor Antón \| Espagne \| \| 8 min 44 s \| \| 9. \| Manuel Beltrán \| Espagne \| \| 9 min 38 s \| \| 10. \| Carlos Barredo \| Espagne \| \| 10 min 12 s \| |                   |           |    |                  |
| 1. | Denis Menchov     | Russie    | en | 78 h 21 min 40 s |
| 2. | Carlos Sastre     | Espagne   | +  | 3 min 31 s       |
| 3. | Samuel Sánchez    | Espagne   |    | 3 min 46 s       |
| 4. | Cadel Evans       | Australie |    | 3 min 56 s       |
| 5. | Ezequiel Mosquera | Espagne   |    | 6 min 34 s       |
| 6. | Vladimir Efimkin  | Russie    |    | 7 min 07 s       |
| 7. | Vladimir Karpets  | Russie    |    | 8 min 09 s       |
| 8. | Igor Antón        | Espagne   |    | 8 min 44 s       |
| 9. | Manuel Beltrán    | Espagne   |    | 9 min 38 s       |
| 10. | Carlos Barredo    | Espagne   |    | 10 min 12 s      |

## Classements annexes
| Classement | Coureur                  | Total             |
| ---------- | ------------------------ | ----------------- |
| points     | Daniele Bennati Italie   | 147 pts           |
| montagne   | Denis Menchov Russie     | 90 pts            |
| combiné    | Denis Menchov Russie     | 4 pts             |
| équipe     | Caisse d'Épargne Espagne | 242 h 55 min 05 s |